# 瑪杜芭拉
瑪杜芭拉（英語：Madhubala，1933年2月14日—1969年2月23日），印度電影演員，曾演出許多經典電影，如Mahal（1949）、Mr & Mrs 55（1955）、Chalti Ka Naam Gaadi（1958）、Mughal E Azam（1960）。她因為心臟病於1969年去世，被視為印度史上最出色的女演員之一。